# Patro (geslacht)
Patro is een geslacht van tweekleppigen uit de familie van de Anomiidae.

## Soorten
- Patro australis (Gray in Jukes, 1847)
- Patro undatus (Hutton, 1885) †